# Thành Được
Thành Được (8 tháng 8 năm 1934 – 16 tháng 11 năm 2023) là nghệ sĩ cải lương nổi tiếng người Mỹ gốc Việt, thành danh cùng thế hệ với các nghệ sĩ như: Năm Châu, Út Bạch Lan, Thanh Nga, Hữu Phước, Hùng Cường, Nam Hùng, Diệp Lang, Út Trà Ôn, Hoàng Giang, Văn Hường, Phùng Há.
Sinh thời, ông được mệnh danh Ông vua không ngai, Ông hoàng sân khấu hay Kép hát thượng thặng'" trong làng sân khấu cải lương Nam Bộ.

## Tiểu sử
Ông có nguyên danh Châu Văn Được, sinh ngày 8 tháng 8 năm 1934, tại An Mỹ, Kế Sách, Sóc Trăng,, trong gia đình phú nông.
Sau khi học xong tiểu học, ông theo cậu ruột là bầu gánh hát cải lương Thanh Cần, để học hát. và lên sân khấu diễn lần đầu tiên vào năm 1954 trong gánh hát của người cậu. Sau đó 2 năm, ông đã nổi bật trong vai Tô Điền Sơn (tuồng Khi hoa anh đào nở). Năm 1958, Thành Được về Đoàn Kim Chưởng, sau đó tới Đoàn Thanh Minh – Thanh Nga, rồi trở lại Kim Chưởng.
Năm 1961, ông kết hôn với nghệ sĩ cải lương Út Bạch Lan. Hai người cũng trở thành đôi giọng ca vàng qua các vở Con gái chị Hằng, Tấm lòng của biển, Bọt biển, Chuyện tình 17, Tình Xuân muôn tuổi, Rồi 30 năm sau, Giấc mộng giữa hoàng lăng..., nhưng đặc biệt hơn cả là vở Nửa đời hương phấn. Đến năm 1964, hôn nhân của họ tan vỡ.
Theo kí giả Phạm Công Luận, năm 1962, trong trào lưu chung của giới tuồng cải lương, nghệ sĩ Thành Được đã đứng ra chủ trương tờ giai phẩm Xuân Cải Lương, "rất đáng khen về mặt kỹ thuật". Tuy nhiên vì tình hình chính trường miền Nam bấy giờ có nhiều lộn xộn nên chỉ ra được một kì. Nhưng đến năm 1967, Thành Được vẫn góp mặt trên giai phẩm Thanh Minh Thanh Nga với bài nghị luận Hai tiếng cải lương "trao đổi về các vấn đề học thuật sân khấu, như xuất phát cải lương từ đâu, cải lương khác ca kịch và thoại kịch thế nào, phân tích nghệ thuật diễn xuất của các nghệ sĩ nổi tiếng có thành tựu trong diễn xuất, hoặc bàn về kỹ thuật thiết kế sân khấu".
Năm 1966, Thành Được đoạt huy chương vàng giải Thanh Tâm với vai diễn tướng cướp Thi Đằng (tuồng Tiếng hạc trong trăng). Ngay sau đó, ông được huy động vào Đoàn Văn nghệ Việt Nam lưu diễn tại Đài Loan, Nhật Bản và nhiều quốc gia Âu châu. Cho đến nay các cựu lưu học sinh Việt Nam tại Paris vẫn gìn giữ nhiều cuốn băng hình quay lại những buổi biểu diễn của tài tử Thành Được trong giai đoạn này. Cũng theo hồi ức của nhà văn Vương Trí Nhàn và ca sĩ Ái Vân, ngay từ đầu thập niên 1960 khi chiến tranh hai miền chưa sảy ra, các dĩa hát và băng cối ghi giọng ca Thành Được đã hiện diện tại trụ sở Hội Nhà văn Việt Nam ở Hà Nội. Tên tuổi ông cùng với những Út Trà Ôn, Ngọc Giàu, Lệ Thủy, Út Bạch Lan đã được ngay cả giới văn nghệ sĩ trí thức miền Bắc biết, mặc dù khi đó ông vẫn chỉ là kép hát trẻ chưa có nhiều danh vọng.
Tựu trung, trong suốt các thập niên 1960 và 1970, Thành Được liên tục được báo giới liệt vào Tứ Tử của dòng tuồng cải lương cổ trang kiếm hiệp. Bấy giờ ca sĩ Hùng Cường rất đắt sô ở mảng tuồng cải lương xã hội, nên thường được so sánh với Thành Được như thể hai ông hoàng của hai dòng ca kịch ăn khách nhất nhì. Tuy vậy, theo hồi ức của các bạn nghệ sĩ đương thời, hai ông chưa bao giờ có cơ hội hợp tác hoặc đứng chung sân khấu, không hiểu vì lí do gì.
Năm 1984, Thành Được đi lưu diễn tại Đức và bị một nhóm người quá khích bắt cóc đưa sang Tây Berlin, nhân đó ông xin tị nạn chính trị tại đây. Ban đầu nghệ sĩ Thành Được sinh nhai bằng nghề nhà hàng tại Đức rồi năm 1995 sang Hoa Kỳ mở nhà hàng Thành Được tại Milpitas, California, một phố nhỏ sát San Jose, California. Từ thời điểm đó ông xin cư trú vĩnh viễn tại Mỹ và hàng năm vẫn về Việt Nam biểu diễn theo lời mời của các nghệ sĩ bạn hữu.

## Qua đời
Đài truyền hình CNN Mỹ thông báo với VnExpress và một số các báo chí khác biết ông qua đời lúc 8 giờ 20 phút (giờ California) ngày 16 tháng 11 năm 2023 tại thành phố San Jose, hưởng thọ 90 tuổi (tính theo âm lịch truyền thống Nam Bộ). Một sự trùng hợp ngẫu nhiên, đây cũng là ngày giỗ vị hiền thê một thời của ông - sầu nữ Út Bạch Lan.

## Sự nghiệp
Liệt theo nhan đề thứ tự ABC.

### Cải lương
- Anh hùng xạ điêu (vai Dương Thiết Tâm)
- Bông hồng cài áo (vai Hiếu)
- Chuyện tình An Lộc Sơn (vai Đường Minh Hoàng)
- Con gái chị Hằng (vai Văn)
- Đoạn tuyệt (vai Dũng)
- Đời cô Lựu (vai Võ Minh Thành)
- Khi hoa anh đào nở (vai Tô Điền Sơn)
- Mưa rừng (vai Khanh)
- Nửa đời hương phấn (vai Tùng)
- Ngao Sò Ốc Hến (vai Huyện Trìa)
- Sân khấu về khuya (vai Lĩnh Nam)
- Thuyền ra cửa biển (vai Diệp Băng Đình)
- Tiếng hạc trong trăng (vai Thi Đằng)

## Vọng cổ
- 20 năm làm thân viễn xứ (Tác giả: NSND Viễn Châu)
- Biệt Kinh Kỳ (Tân nhạc: Minh Kỳ; cổ nhạc: NSND Viễn Châu)
- Cali chiều khóc bạn
- Cao Tiệm Ly tiễn Kinh Kha (Tác giả: NSND Viễn Châu)
- Chiều lạc lõng (Sáng tác: Thu An)
- Chuyện một người đi (Tân nhạc: Trần Thiện Thanh; cổ nhạc: NSND Viễn Châu)
- Đêm lạnh trong tù (Tác giả: NSND Viễn Châu)
- Giã từ sân khấu
- Hồi âm (Tân nhạc: Châu Kỳ; cổ nhạc: NSND Viễn Châu)
- Lâu đài tình ái (Nhạc: Trần Thiện Thanh; lời vọng cổ: NSND Viễn Châu)
- Lỡ chuyến đò (Nhạc: Anh Việt; lời vọng cổ: Yên Sơn)
- Lỗi nhịp cầu ô
- Lưu Bình – Dương Lễ
- Loài hoa không vỡ
- Mưa rừng
- Nàng là ai (Tân nhạc: Nguyễn Hữu Thiết; cổ nhạc: Thanh Tùng)
- Ngăn cách
- Nhân nghĩa với tiền tài (Tác giả: Xuyên Vân Tử)
- Người phu quét lá sân trường
- Nụ cười xuân (Sáng tác: Thu An)
- Quán nửa khuya (Tân nhạc: Tuấn Khanh, Hoài Linh: cổ nhạc: NSND Viễn Châu)
- Tà áo cưới (Nhạc: Hoàng Thi Thơ; lời cổ: NSND Viễn Châu)
- Tan vỡ mộng trăm năm
- Tha La xóm đạo
- Thương về quê cũ (Tác giả: NSND Viễn Châu)
- Tình chiến binh
- Trầu cau
- Tình yêu là thế (Tân nhạc: Hồng Vân; cổ nhạc: Yên Sơn)
- Vợ tôi đi lấy chồng

### Điện ảnh
- Bóng người đi (1964)
- Việt Nam ! Việt Nam !! (1965)
- Chiếc bóng bên đường (1973)

## Liên kết
- NSND Bạch Tuyết : Nghệ sĩ Thành Được tài hoa, không làm mất lòng ai // Thứ Sáu, 17/11/2023, 08:20 (GMT+7)
- Thành Được - một đời kép chánh hào hoa // Thứ Sáu, 17/11/2023, 17:39 (GMT+7)

| Ông hoàng cải lương trước năm 1975 |
| --- |
| Út Trà Ôn \| Hữu Phước \| Thành Được \| Hùng Cường \| Minh Cảnh \| Tấn Tài \| Phương Quang \| Thanh Sang \| Minh Phụng \| Thanh Tòng \| Minh Vương \| Thanh Tuấn \| Trọng Hữu \| Chí Tâm |